# 成田高速鉄道アクセス

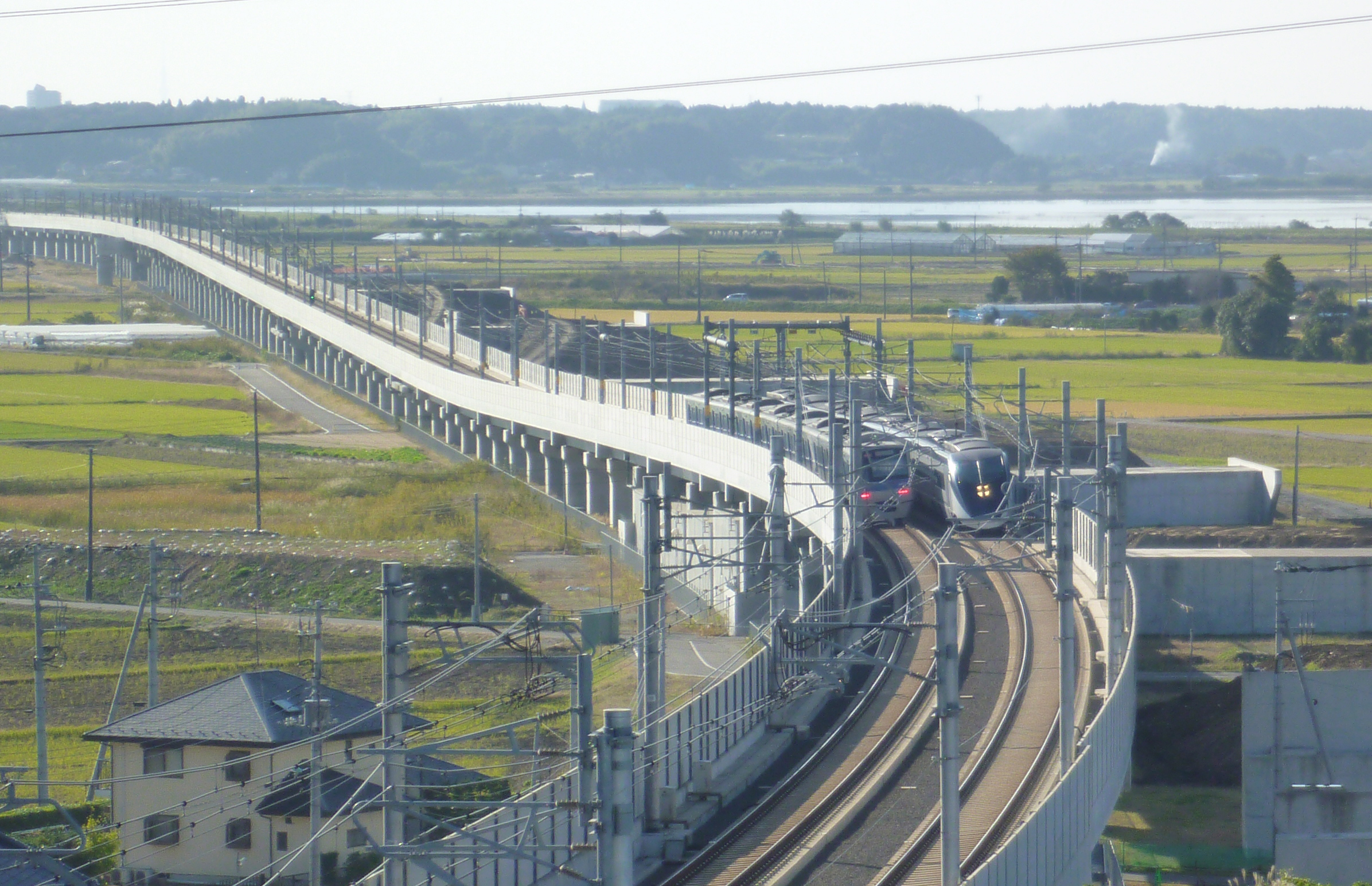
成田高速鉄道アクセスの線路を走るスカイライナーとアクセス特急

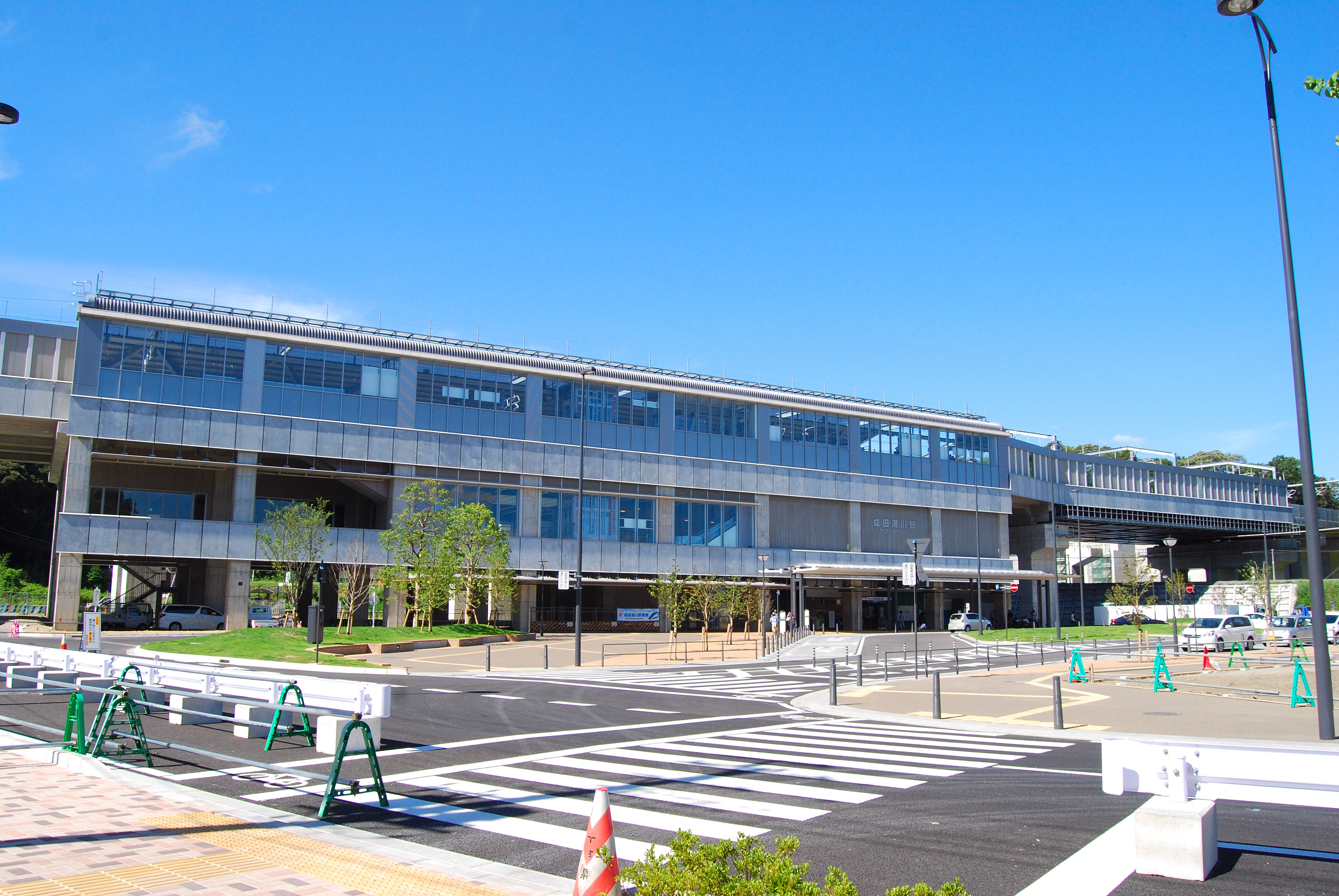
成田高速鉄道アクセスが施設を保有する成田湯川駅

成田高速鉄道アクセス株式会社（なりたこうそくてつどうアクセス、英: Narita Rapid Railway Access Co., Ltd.）は、京成電鉄が運行する成田空港線（成田スカイアクセス線）のうち、印旛日本医大駅 - 成田空港高速鉄道線接続点（成田市ウイング土屋）の鉄道施設を保有する第三種鉄道事業者である。第三セクター方式の会社である。本社は千葉県船橋市本町2丁目10-14におく。

## 歴史

成田スカイアクセス線

東京都心部から成田国際空港への所要時間短縮を目的とし、千葉ニュータウンへのアクセス鉄道として開業していた北総鉄道北総線を延伸する形で、成田国際空港まで直結させる運輸省の「成田新高速鉄道」計画（Bルート）の建設のために、新東京国際空港公団（現・成田国際空港株式会社）や千葉県が主体となり、2002年（平成14年）4月25日に設立された。
2002年（平成14年）7月5日に国土交通省から鉄道事業を許可され、同月に環境アセスメントの手続きに入り、2006年（平成18年）2月4日に着工した。
そして、印西市（旧:印旛村）の印旛日本医大駅 - 成田市土屋（成田空港高速鉄道接続点）の10.7kmの新規建設および既存区間（北総線および成田空港高速鉄道区間）の改良を行い、2010年（平成22年）7月17日に開業した。
開業後は新型AE形スカイライナーが、日本の在来線では最速となる「160km/h運転」を開始することで、従来京成本線経由の初代AE形スカイライナーで51分かかっていた日暮里 - 空港第2ビル間を、最速36分で結ぶことになった。
なお、開業初年度は乗客数が予想を約6.7%下回ったものの、開業2年目には、成田国際空港の利用者に占める自家用車の比率が50%を下回るところまで鉄道利用への移行が進むことになった。

### 年表
- 2002年（平成14年）
  - 3月25日 - 設立発起人会開催[5]。
  - 4月25日 - 会社設立[1]。
  - 7月5日 - 国土交通省から鉄道事業を許可[6]。
- 2006年（平成18年）2月4日 - 着工[11]。
- 2010年（平成22年）7月17日 - 開業[12]。

## 路線
成田高速鉄道アクセス線として印旛日本医大駅 - 成田空港高速鉄道線接続点間の第三種鉄道事業を行っている。この区間では京成電鉄が第二種鉄道事業者として旅客運送を行っており（京成側の路線名は成田空港線）、京成電鉄は成田高速鉄道アクセスに対し線路使用料を支払っている。